# Midsommarnatt
Midsommarnatt (på dansk: Midsommernat) er en sang af Eddie Meduza. Sangen kan findes på nyudgaven af You Ain't My Friend fra 2002 og singlen med samme navn fra 2016. Sangen er Eddie Meduzas mest berømte sang af dem, der er kommet ud efter hans død.

## Tekst
Sangen handler om en dejlig midsommerfest med musik og venner. Denne tradition er svenskernes svar på Sankt Hans.

## Cover af Lasse Stefanz
Midsommeraften 19. juni 2020 udgav Lasse Stefanz et cover til sangen.